# Ауторитарна личност
Ауторитарна личност је према Теодору Адорну, особен склоп црта личности, ставова и вредности, типичан за појединца који има изразиту антидемократску оријентацију. Обухвата следеће особине личности: субмисиван и идолопоклонички став према ауторитету, крутост у мишљењу, склоност стереотипијама, конзервативност, конвенционалност, деструктивност, цинизам, склоност потискивању, претерана склоност ка реду и „чврстој руци“.